# 宗佐駅
宗佐駅（そうさえき）は、兵庫県加古川市八幡町宗佐にあった三木鉄道三木線の駅（廃駅）である。三木線が三木鉄道へ転換されてから開業した簡便な駅となっている。

## 歴史
このあたりの線路は1916年（大正5年）11月22日に開通しているが、当初この駅は設置されていなかった。線路は当初播州鉄道のものであったが播丹鉄道、国鉄を経て三木鉄道に移管され、その後の1986年（昭和61年）に下石野駅、西這田駅、高木駅とともに当駅が開業した。

### 年表
- 1986年（昭和61年）4月1日：開業[1][2]。
- 2008年（平成20年）4月1日：三木鉄道廃止に伴い廃駅。代替バスに転換し、駅近くに「宗佐中」停留所を設置。
- 2009年（平成21年）7月：駅舎の解体作業が完了。

## 駅構造
単式ホーム1面1線のみをもつ地上駅。ほぼ東西に走る線路の北側に、簡単なホームを添えただけのつくりとなっていた。
開業以来廃駅まで無人駅で、駅舎はなくホームの上に短い上屋があるのみであった。
ホームの下石野方からは脇へ坂が下りており駅から外部へはこれを使う。駅の下石野方には宗佐踏切があったので、駅から線路を越えて南側に行くことができた。その他、ホーム上には公衆電話が設置されていた。

## 駅周辺
駅の東側には南北に細長く宗佐の集落が開けているが、西側は田園地帯である。駅の南200メートルほどのところを三木鉄道にほぼ並行する形で兵庫県道20号加古川三田線が走っており、また駅の東200メートルほどのところを兵庫県道84号宗佐土山線が走っている。
当駅と次の下石野駅の間はわずか500メートルほどの距離であるが、加古川市と三木市の境を越える。間には小さな山が横たわっているため三木線の線路は切り通しの中を進んでいる。
- 宗佐厄神八幡神社 - 兵庫県道84号線沿いに南へ1キロメートルほど。

## バス路線
「北宗佐」停留所が最寄りで、神姫バスが発着していた。
- 土山駅行き
- 稲美中央公園経由、土山駅行き
- 電鉄小野駅行き

廃止後は「宗佐中」停留所を三木鉄道代替バス（神姫バスが運行）が経由している。
- 厄神駅 - 宗佐中 - 三木鉄道三木駅 - 恵比須駅
- 厄神駅 - 宗佐中 - 三木鉄道三木駅 - 三木営業所

## 隣の駅
三木鉄道
三木線
国包駅 - 宗佐駅 - 下石野駅